# Board Support Package
Board Support Package, BSP, пакет поддержки платформы — интегрированный пакет драйверов и/или модулей операционной системы, реализующий поддержку определённой аппаратной платформы. Пользователи Unix-подобных ОС обычно говорят о HAL (слой аппаратных абстракций), термин BSP более распространён среди пользователей операционных систем реального времени, особенно VxWorks. Можно считать, что BSP — это HAL, зависящий от операционной системы.
По сути BSP является модулем, набором модулей или набором драйверов устройств, встраиваемым в операционную систему на каком-либо этапе (обычно при компиляции) и реализующим поддержку всего оборудования и особенностей конкретной аппаратной конфигурации.
BSP реализует для операционной системы стандартный набор функций, делая работу с аппаратной платформой невидимой для остальной части ОС.